# اچ‌ام‌اس وولف‌هاوند (ال۵۶)
اچ‌ام‌اس وولف‌هاوند (ال۵۶) (به انگلیسی: HMS Wolfhound (L56)) یک کشتی بود که طول آن ۳۰۰ فوت (۹۱ متر) بود. این کشتی در سال ۱۹۱۸ ساخته شد.